# Batalha de Höchstädt (1800)
A Batalha de Höchstädt foi travada em 19 de junho de 1800 na margem norte do Danúbio próximo a Höchstädt, e resultou numa vitória francesa sob o General Jean Victor Marie Moreau contra os austríacos sob o Barão Pál Kray. Os austríacos foram subsequentemente forçados a recuar para a cidade-fortaleza de Ulm. Em vez de atacar a cidade murada e fortemente fortificada, o que resultaria em perdas massivas de pessoal e tempo, Moreau desalojou as forças de apoio de Kray que defendiam a passagem do Danúbio mais a leste. Como uma linha de retirada para leste desapareceu, Kray rapidamente abandonou Ulm e se retirou para a Baviera. Isso abriu o caminho do Danúbio em direção a Viena.
A passagem do Danúbio conectando Ulm, Donauwörth, Ingolstadt e Regensburg tinha importância estratégica na competição em curso pela hegemonia europeia entre a França e o Sacro Império Romano-Germânico; o exército que comandasse o Danúbio, especialmente sua passagem através de Württemberg e Baviera, podia comandar o acesso às importantes cidades de Munique e ao centro da autoridade dos Habsburgo: Viena. O resultado da batalha foi o oposto do que havia ocorrido nos mesmos campos em 1704 durante a Guerra da Sucessão Espanhola, quando a Segunda Batalha de Höchstädt havia assegurado a segurança de Viena e aberto o caminho para a França para as forças aliadas inglesas e austríacas.

## Antecedentes
Embora as forças da Primeira Coalizão tenham alcançado várias vitórias iniciais em Verdun, Kaiserslautern, Neerwinden, Mainz, Amberg e Würzburg, os esforços de Napoleão Bonaparte no norte da Itália empurraram as forças austríacas de volta e resultaram na negociação da Paz de Leoben (17 de abril de 1797) e o subsequente Tratado de Campo Formio (outubro de 1797). Este tratado provou ser difícil de administrar. A Áustria foi lenta em abrir mão de alguns dos territórios venezianos. Um Congresso convocado em Rastatt com o propósito de decidir quais estados alemães do sudoeste seriam mediatizados para compensar as casas dinásticas pelas perdas territoriais, mas foi incapaz de fazer qualquer progresso. Apoiados por forças republicanas francesas, insurgentes suíços encenaram várias revoltas, causando finalmente a derrubada da Confederação Suíça após 18 meses de guerra civil. No início de 1799, o Diretório Francês havia se tornado impaciente com as táticas de protelação empregadas pela Áustria. Uma revolta em Nápoles levantou alarmes adicionais, e ganhos recentes na Suíça sugeriram que o momento era propício para os franceses se aventurarem em outra campanha no norte da Itália e sudoeste da Alemanha.

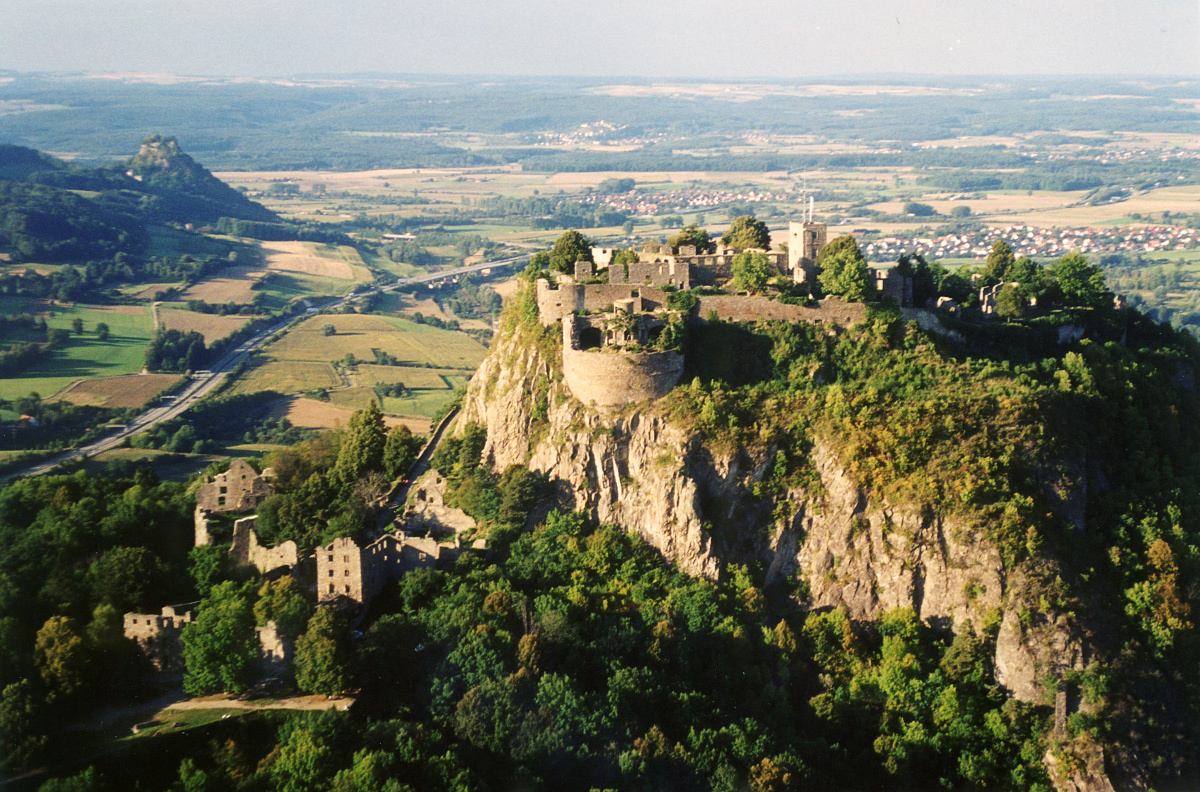
As Batalhas de Stockach e Engen em maio de 1800, seguidas por uma batalha maior em Meßkirch, seguiram a capitulação de Hohentwiel aos franceses

No início de 1800, os exércitos da França e da Áustria enfrentaram-se através do Reno. O Feldzeugmeister Pál Kray liderava aproximadamente 120 000 tropas. Além de seus regulares austríacos, sua força incluía 12 000 homens do Eleitorado da Baviera, 6 000 tropas do Ducado de Württemberg, 5 000 soldados de baixa qualidade do Arcebispado de Mainz, e 7 000 milicianos do Condado do Tirol. Destes, 25 000 homens foram dispostos a leste do Lago de Constança (Bodensee) para proteger o Vorarlberg. Kray postou seu corpo principal de 95 000 soldados no ângulo em forma de L onde o Reno muda de direção de um fluxo para oeste ao longo da fronteira norte da Suíça para um fluxo para norte ao longo da fronteira leste da França. Imprudentemente, Kray estabeleceu seu principal depósito em Stockach, próximo ao extremo noroeste do Lago de Constança, apenas a um dia de marcha da Suíça ocupada pelos franceses.
O General de Divisão Jean Victor Marie Moreau comandava um exército modestamente equipado de 137 000 tropas francesas. Destas, 108 000 tropas estavam disponíveis para operações de campo enquanto as outras 29 000 vigiavam a fronteira suíça e mantinham as fortalezas do Reno. Napoleão Bonaparte ofereceu um plano de operações baseado em flanquear os austríacos por um empurrão da Suíça, mas Moreau recusou-se a segui-lo. Em vez disso, Moreau planejou cruzar o Reno próximo a Basel onde o rio fazia uma curva para o norte. Uma coluna francesa distrairia Kray das verdadeiras intenções de Moreau cruzando o Reno do oeste. Bonaparte queria que o corpo de Claude Lecourbe fosse destacado para a Itália após as batalhas iniciais, mas Moreau tinha outros planos. Através de uma série de manobras complicadas nas quais flanqueou, duplo-flanqueou e re-flanqueou o exército de Kray, as forças de Moreau situaram-se na encosta oriental da Floresta Negra, enquanto partes do exército de Kray ainda estavam guardando os passes do outro lado. Batalhas em Engen e Stockach foram travadas em 3 de maio de 1800 entre os exércitos de Moreau e Kray. A luta próxima a Engen resultou num impasse com pesadas perdas em ambos os lados. No entanto, enquanto os dois exércitos principais estavam engajados em Engen, Lecourbe capturou Stockach de seus defensores austríacos sob Joseph Louis, Prince of Lorraine-Vaudémont. A perda desta base de suprimentos principal em Stockach compeliu Kray a recuar para o norte para Meßkirch, onde seu exército desfrutava de uma posição defensiva mais favorável. Também significava, no entanto, que qualquer retirada de Kray para a Áustria via Suíça e o Vorarlberg estava cortada.
Em 4 e 5 de maio, os franceses lançaram assaltos repetidos e infrutíferos sobre Meßkirch. Em Krumbach próximo, onde os austríacos também tinham a superioridade de posição e força, a 1ª Semi-Brigada tomou a vila e as alturas ao redor dela, o que lhes deu um aspecto dominante sobre Meßkirch. Subsequentemente, Kray retirou suas forças para Sigmaringen, seguido de perto pelos franceses. Luta em Biberach an der Ris próximo seguiu-se em 9 de maio; a ação consistiu principalmente do "Centro" francês de 25 000 homens, comandado por Laurent de Gouvion Saint-Cyr contra uma força dos Habsburgo de tamanho similar. Novamente, em 10 de maio, os austríacos se retiraram com pesadas perdas, desta vez para Ulm.

## Ordem de batalha

### Franceses

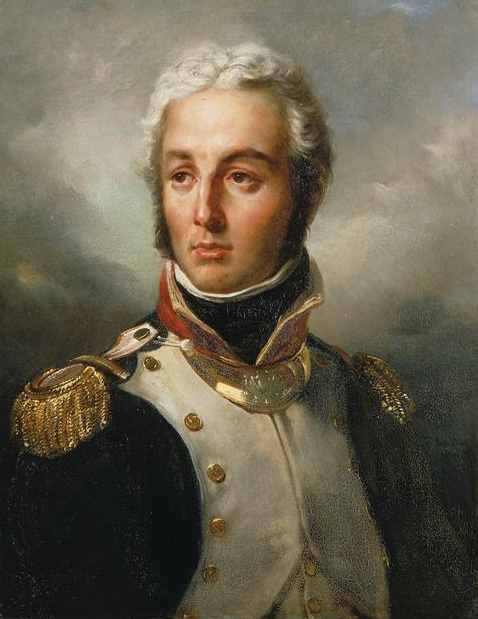
Jean Victor Moreau comandou o Exército Francês do Reno.

As fontes não são claras sobre quais forças estavam presentes. Certamente, eram aproximadamente 40 000 tropas, e possivelmente 60 000, bem acima dos números totais austríacos e de Württemberg de 10 000–30 000. Relatos contemporâneos colocam a 94ª Semi-brigada no centro da ação em Gremheim, uma vila entre Höchstädt e Donauwörth, cerca de meia milha (800m) de Blindheim. Isso sugere a presença do Corpo do General Claude Jacques Lecourbe, incluindo as forças dos generais Laval, Molitor, Jardon, e VanDamme. Isso também é confirmado num extrato do despacho de Moreau ao Ministro da Guerra francês, publicado no London Chronicle, 10 de junho de 1800. "Os 6º caçadores, 13ª cavalaria, 4º hussardos e 11º caçadores se distinguiram neste combate. O resto da divisão, e a de LeClere, cruzaram rapidamente o Danúbio... O General Grenier estava igualmente bem preparado." Em sua Arte da Guerra, o Barão Antoine-Henri Jomini também se refere ao General Dedon-Duclos como tendo um papel-chave no sucesso francês em Höchstädt.

### Austríacos
A força Aliada incluía aproximadamente 20 000 regulares dos Habsburgo e o contingente de tropas de Württemberg levantadas para a guerra:
- FZM Conde Anton Sztáray, comandando
  - FML von Ferdinand August Freiherr von Hügel's Contingente de Württemberg, incluindo
    - General Beulwitz, Regimento de Infantaria Beulwitz, Seckendorf e Seeger (1 batalhão cada)
    - Füss-Jägers (três companhias);
    - Garde du Corps (1 esquadrão)
    - 3 esquadrões de cavalaria ligeira
    - Regimentos do contingente comandados por von Zobel, von Mylius, e von Oberniz (1 batalhão cada)
    - 20 canhões

  - Regulares austríacos
    - Regimento Real Albert, Número 3 (6 esquadrões)
    - Hohenzollern Número 8 (6 esquadrões)
    - Regimento de Hussardos Vécsey Número 4 (8 esquadrões)
    - Blankenstein Número 6 (8 esquadrões)

Total da força austríaca-Württemberg: 20 000 homens.

## Disposições
Kray assumiu que Moreau o seguiria para a fortaleza em Ulm, no Danúbio, onde ele arranjou a maior parte dos regulares austríacos e contingente de Württemberg e suprimentos. Esta posição lhe dava acesso pronto a ambas as margens do rio e efetivamente, ele assumiu, bloqueava o caminho de Moreau para a Baviera. Em vários pontos a leste no Danúbio, ele postou forças modestas para proteger as travessias do rio lá, e para desmantelar, se necessário, as pontes de pedra através do rio. Várias pontes cruzavam o rio entre Ulm e Donauwörth, que ficava rio abaixo a leste, e cada uma apresentava um ponto estratégico no qual romper a linha potencial de marcha de Kray para a Baviera: Leipheim, Günzburg, Gundelfingen, Lauingen, Dillingen, Höchstädt, Gremheim, e Elchingen. Segundo a narrativa de Moreau, ele pretendia forçar Kray a ou vir para batalha fora de Ulm, ou abandonar a cidade. Ulm obstruía o acesso francês livre à Baviera, e bloqueava a força principal do Exército do Reno. Para manter suas forças seguras, a sabedoria militar aceita exigia que Moreau assegurasse pelo menos metade das travessias do rio, e que suas tropas seguissem uma linha de marcha perpendicular ao rio. Isso as impediria de ter que lutar uma batalha (ou uma escaramuça) com suas costas para o rio. Quanto mais pontes sua força pudesse tomar, mais segura a aproximação sobre Ulm.

## Combate geral
Moreau pareceu marchar em direção a Ulm, que ficava cerca de vinte milhas a leste de Sigmaringen e Biberach an der Ris, onde seu exército e o de Kray haviam se engajado alguns dias antes. Em vez de atacar diretamente a cidade bem fortificada e suprida, no entanto, sua força subitamente virou para leste e atacou as forças menores postadas entre Ulm e Donauwörth. Lecourbe primeiro assegurou postos em Landsberg e Augsburg, e deixou tropas de retaguarda suficientes para se proteger do Príncipe Reuss-Plauen, que permaneceu no Tirol, guardando o acesso montanhoso a Viena. Ele então se aproximou de Dettingen, Blindheim (Blenheim) e Höchstädt. O Corpo do General Grenier foi postado com seu flanco direito para o Danúbio e Gunzburg, e seu flanco esquerdo em Kinsdorf. O General Richepanse protegeu ambas as margens do Iller, cobrindo a estrada de Ulm ao sul para Memmingen, e assegurou comunicação com a Suíça; lá, ele resistiu a consideráveis escaramuças com os austríacos. Três divisões de reserva permaneceram nas aldeias de Kamlack e Mindel, para apoiar o ataque feito pelo General Lecourbe sobre Ulm, no caso de ele ter sucesso, ou o ataque de Grenier sobre Gunzburg, no caso de Lecourbe não ter sucesso.
Lecourbe fez várias investidas na ponte em Dillingheim, mas seu reconhecimento sugeriu que ele se concentrasse nas pontes em Gremsheim, Blindheim e Höchstädt, o que ele fez no dia seguinte. Um pequeno grupo de cerca de 80 homens da 94ª Semi-brigada conseguiu uma travessia espetacular do rio. Depois de despir suas roupas e armas, e carregá-las numa pequena jangada, os homens nus nadaram o rio, puxando sua jangada atrás deles. Uma vez chegando ao outro lado, eles tomaram posse de vários canhões e algumas munições, madeira e materiais. Aqui eles mantiveram sua posição até que alguns artilheiros conseguiram escalar através dos destroços da ponte em Gremsheim e apoiá-los. Os pioneiros e construtores de ponte reconstruíram as pontes sob fogo austríaco, permitindo que o restante da 94ª cruzasse o rio. Esta realização pareceu marcar o ponto de virada da ação, pelo menos pareceu assim para Moreau, que a mencionou extensivamente em seu despacho. Um corpo austríaco completo manteve uma posição em Höchstädt, mas foram desalojados por ataques repetidos de carabineiros, couraçeiros e hussardos, que tomaram cerca de 2 000 dos austríacos e würtembergueses como prisioneiros, junto com alguns canhões e estandartes.

## Consequências

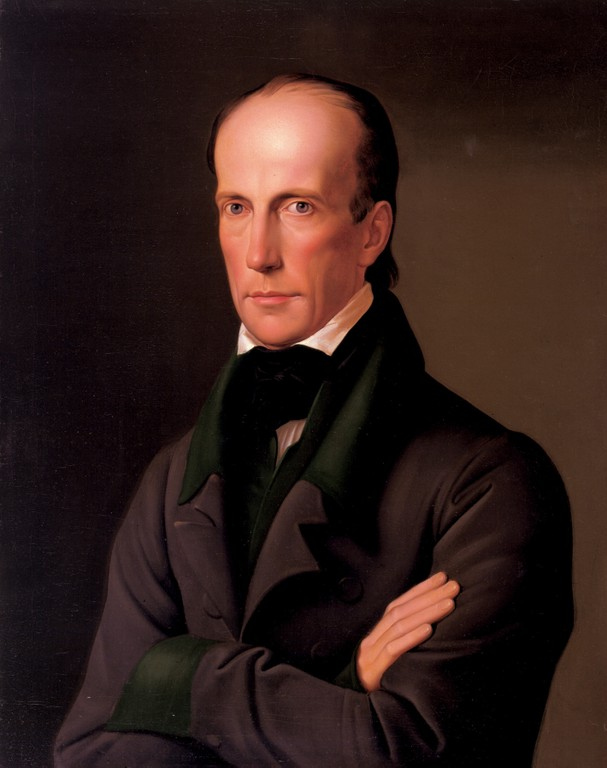
O Imperador Francisco II substituiu Paul Kray (1735–1804) por seu irmão, o Arquiduque João (acima), após as perdas de Kray na campanha do Danúbio.

Uma vez que os franceses haviam assegurado as margens rio abaixo do Danúbio, Kray não teve escolha senão evacuar seu corpo de Ulm, deixando apenas uma pequena guarnição para trás. Os franceses investiram contra a fortaleza em Ulm imediatamente, e no dia 20, os 6º Caçadores capturaram um comboio de 300 vagões carregados com grãos. Alguns dias depois, um armistício geral parou toda a luta. O Imperador Francisco II demitiu Pál Kray e nomeou seu irmão, o Arquiduque João de 18 anos, para comandar o exército austríaco. Para reforçar o arquiduque inexperiente, o Imperador nomeou Franz von Lauer como comandante-adjunto e Oberst (Coronel) Franz von Weyrother como chefe de estado-maior.
A campanha culminando na evacuação de Ulm por Kray foi um dos triunfos mais retumbantes de Moreau. Napoleão Bonaparte havia dado instruções específicas a Moreau sobre a condução da campanha, todas as quais Moreau havia ignorado. Independentemente, seus esforços combinados danificaram as operações militares dos Habsburgo. No início de 1800, enquanto Moreau destruía as defesas austríacas na Alemanha, Massena e Desaix encontraram ofensivas austríacas duras no Norte da Itália. Napoleão trouxe o corpo de reserva e derrotou os austríacos em Marengo. A batalha próxima a Höchstädt, cinco dias após o fracasso austríaco em Marengo, permitiu aos franceses tomar Munique. Os esforços combinados forçaram os Habsburgo a aceitar um armistício, que terminou as hostilidades pelo resto do verão, mas os franceses extraíram impostos massivos sobre os bávaros. Apesar dessas perdas significativas—ambas decisivas—os austríacos estavam relutantes em aceitar termos de paz desvantajosos. Em meados de novembro, os franceses terminaram a trégua e Moreau infligiu outra derrota significativa e decisiva em Hohenlinden, em 3 de dezembro de 1800. A subsequente Paz de Lunéville despojou a Áustria de muito de seus territórios italianos, obrigou os Habsburgo a reconhecer os satélites franceses nos Países Baixos, Suíça, e norte da Itália, e estabeleceu a base para a mediatização das pequenas entidades políticas imperiais eclesiásticas e seculares independentes pelos ducados de Baden e Württemberg, e o Eleitorado da Baviera.

### Livros e enciclopédia
- Arnold, James R. Marengo & Hohenlinden. Barnsley, South Yorkshire, UK: Pen & Sword, 2005. ISBN 978-0967098500
- Barnes, Gregory Fremont. Napoleon Bonaparte. Osprey Publishing, 2012.  ISBN 978-0340569115
- Blanning, Timothy. The French Revolutionary Wars, New York, Oxford University Press, 1996. ISBN 978-0340569115
- Herold, J. Christopher.  The Age of Napoleon. Houghton Mifflin Company, 1963. ISBN 978-0618154616
- History of the Wars of the French Revolution: Including Sketches of the Civil History of Great Britain and France, from the Revolutionary Movements, 1788, to the Restoration of a General Peace, 1815, Kuhl, France, 1820.
- Jomini, Antoine-Henri (Baron). The Art of War,Wilder Publications, 2008, p. 173. Originally published in English in 1862.  ISBN 978-1934255582
- Rothenberg, Gunther Erich. The Art of Warfare in the Age of Napoleon. Indiana University Press, 1980. ISBN 978-0253202604
- Sloane, W.M. Life of Napoleon. France, 1896 (reprint, 1910), p. 109.
- van Ess-Lodewyk, Willem. Extract of a letter from Gen. Moreau to the Minister of War, Neresheim, June 20. The London Chronicle. W. Day, 1810.